# St. Martin am Krappfeld
St. Martin am Krappfeld je naselje v Občini Kappel am Krappfeld v Okraju Šentvid ob Glini na Koroškem v Avstriji.